# Luis Fernández Roces
Luis Fernández Roces (Pumarabule, Siero, Asturias. 26 de mayo de 1935 - Gijón, Asturias. 25 de agosto de 2023)fue un escritor y poeta español con una dilatada trayectoria en la que se encuentran cuentos, novelas y poesías. 

## Biografía
Luis Fernández Roces nació en 1935 en el lugar de Pumarabule, de la parroquia de Santa Marta Carbayín, en el concejo asturiano de Siero. Hijo de familia minera, su padre sufrió de silicosis.
Estuvo casado y tuvo dos hijas.
Su afición a escribir ya se reveló a los 9 años, con escritos enviados al periódico al estilo de Cartas al Director, y posteriormente crónicas futbolísticas para el periódico La Nueva España. En La Voz de Asturias llegó a tener una pequeña sección de quinielas. Le gustaban mucho las matemáticas, y combinaba su afición hacia ellas y hacia el fútbol realizando combinaciones reducidas para las quinielas, como el mismo escritor relata en una entrevista realizada por J. Cuevas en el mismo diario.
En su infancia y adolescencia su pasión por la literatura se tradujo en las visitas a la biblioteca de Carbayín y a los pocos libros de la colección familiar, del que se destacaba Un capitán de quince años del escritor francés, Julio Verne.
En 1955 se trasladó a Gijón para trabajar como sanitario en La Cruz Roja, afincándose en la ciudad asturiana a partir de entonces. Más tarde trabajó en la fábrica de Ensidesa en Veriña (actual ArcelorMittal Asturias). La ciudad le serviría de marco para sus novelas El buscador y La borrachera.
En 1969 ganó el premio Hucha de Oro (un premio de la Fundación de las Cajas de Ahorros) y en la década siguiente obtendría otros dos galardones: El premio Ciudad de Torrelavega (1975) por La arena de los ciclos y el premio de la editorial Magisterio, Novelas y Cuentos (1977), por El buscador. Para algunos críticos, como José Luis Argüelles, la faceta poética de Fernández Roces era su vocación más arraigada y constante.
Con la publicación de Viejos minerales (editorial Trea 2006), el público general tuvo acceso a la poesía de Luis Fernández Roces. Le seguirían con la misma editorial los poemarios Letras de cambio (2009), Salas de espera (2011) y Camino de las Cárceles (2014).
En 2008 recibe el III Premio de las Letras de Asturias, premio organizado por la Asociación de Escritores de Asturias.
El 25 de agosto de 2023 falleció en Gijón, Asturias. Su funeral se celebró en la Iglesia de san Antonio de Padua el 28 de agosto de 2023.

## Obras

### Narrativa
- Ven y arrójate al mar. Premio Ateneo de Valladolid de Novela corta (Valladolid, 1968).
- Una voz callada en el silencio. (1974. También publicada como Los fusiles).
- El Buscador. Premio Novelas y Cuentos. (Madrid, 1977).
- La borrachera. Premio Asturias de Novela. (Oviedo, 1982).
- Libro de los Cuentos. (1983).
- Diálogo del éxodo. Premio Casino de Mieres de Novela corta (Mieres, 1986).
- El paraje escondido. Premio Alfonso García Ramos de Novela (Santa Cruz de Tenerife, 1988).
- De algún cuento a esta parte. (1990).

### Poesía
- Viejos minerales. (2006).
- Letras de cambio. (2009).
- Salas de espera. (2011).
- Camino de las cárceles. (2014).

## Premios y distinciones
- Premio Ciaño (1965) por La Espera.
- Premio Sama de Langreo (1965) por La moneda.
- Premio Lena (1967) por El barro.
- Ciudad de Villajoyosa (1969) por El viejo Mateo.
- Hucha de Oro (1969) por La sonrisa que te llegaba.
- Premio Ateneo de Valladolid (1969) por Ven y Arrójate al mar.
- Ignacio Aldecoa (1974) por Una voz callada en el silencio.
- La Felguera (1974) por Sobre este cadáver de ceniza.
- Premio Lena (1975) por El viaje.
- Premio Torrelavega (1975) por La arena de los ciclos.
- Premio Novelas y Cuentos (1977) por El buscador.
- Caja de Ahorros de León (1979) por A gatas por debajo de la mesa.
- Premio Asturias de Novela (1981) por La Borrachera.
- Premio Casino de Mieres de Novela corta (1986) por Diálogo del éxodo.
- Sara Navarro (1987) por La silla vacía.
- Premio Alfonso García Ramos, del Cabildo Insular de Tenerife (1988) por El paraje escondido.

### Otros reconocimientos
- 15 de febrero de 2006, el Ateneo Jovellanos de Gijón le brinda un homenaje en reconocimiento a su carrera literaria
- 23 de septiembre de 2010, recibe el Premio Timón, distinción para autores asturianos que escriben en español.
- Ganador del III Premio de las Letras de Asturias (2008), galardón concedido por la Asociación de Escritores de Asturias.
- El 14 de octubre de 2010 y en reconocimiento a su figura, el Ayuntamiento de Gijón acuerda poner su nombre a la que desde entonces pasa a llamarse Plazoleta del Escritor Luis Fernández Roces.